# Wydział Rehabilitacji Akademii Wychowania Fizycznego Józefa Piłsudskiego w Warszawie
Wydział Rehabilitacji Akademii Wychowania Fizycznego Józefa Piłsudskiego w Warszawie – jeden z trzech wydziałów Akademii Wychowania Fizycznego Józefa Piłsudskiego w Warszawie. Jego siedziba znajduje się przy ul. Marymonckiej 34 w Warszawie.
Wydział Rehabilitacji AWF w Warszawie powstał jako pierwszy w Polsce  w 1984 r.
Pierwszym dziekanem został wybitny ortopeda i specjalista rehabilitacji, ekspert WHO prof. Andrzej Seyfried. Obecnie funkcję Dziekana sprawuje dr hab. Katarzyna Kaczmarczyk, prof. AWF.
Wydział Rehabilitacji AWF Warszawa należy do najlepszych ośrodków akademickich kształcących fizjoterapeutów. Wyjątkowość kształcenia oparta jest przede wszystkim na wykorzystaniu ruchu w procesie terapii, usprawniana jak i rekreacji terapeutycznej, adaptowanej aktywności fizycznej i sporcie niepełnosprawnych. Dodając do tego psychospołeczne aspekty rehabilitacji, bioetyki i jakże ważną dla osób niepełnosprawnych rehabilitację seksualną kreujemy nowoczesny wizerunek absolwenta. Specyfika takiego przygotowania przyszłych fizjoterapeutów jest wyjątkowa wśród wszystkich szkół fizjoterapii w Polsce. W ten sposób Wydział Rehabilitacji jest kontynuatorem twórców polskiej szkoły rehabilitacji, Wiktora Degi i Mariana Weissa.
Wysoki poziom kształcenia zawdzięczamy posiadaniu wysokiej klasy specjalistów, współpracy z czołowymi placówkami szpitalnymi i oddziałami rehabilitacji, a także z klubami sportowymi w zakresie praktyk z fizjoterapii w sporcie.
W roku akademickim 2011/2012 r. na Wydziale rozpoczęto kształcenie pierwszych studentów na kierunku pielęgniarstwo pod hasłem „Pielęgniarstwo AWF-Medicover. Europejski Standard Zawodu" we współpracy z sektorem niepublicznym - Medicover sp. z.o.o. Współpraca w tym zakresie obejmuje także działalność naukowo-badawczą.
Wydział Rehabilitacji należy do silnych ośrodków naukowych, w którym realizowana jest działalność badawcza, czego wyrazem jest udział pracowników w realizacji grantów naukowych i publikacje w wysoko punktowanych czasopismach oraz współpraca międzynarodowa przy realizacji projektów naukowych.

## Struktura
- Katedra Podstaw Fizjoterapii
- Katedra  Nauczania Ruchu
- Katedra Fizjoterapii Klinicznej
- Katedra Pielęgniarstwa
- Katedra Terapii Zajęciowej[5]

## Kierunki studiów
- fizjoterapia
- pielęgniarstwo
- terapia zajęciowa[6]

## Władze
- Dziekan: dr hab. Katarzyna Kaczmarczyk, prof. AWF
- Prodziekan ds. Nauki: prof. dr hab. Michalina Błażkiewicz- Janeczko
- Prodziekan ds Rozwoju: dr Patrycja Bobowik
- Prodziekan ds. Dydaktyki: dr Piotr Czyżewski[7]